# Ezekiel Mphahlele

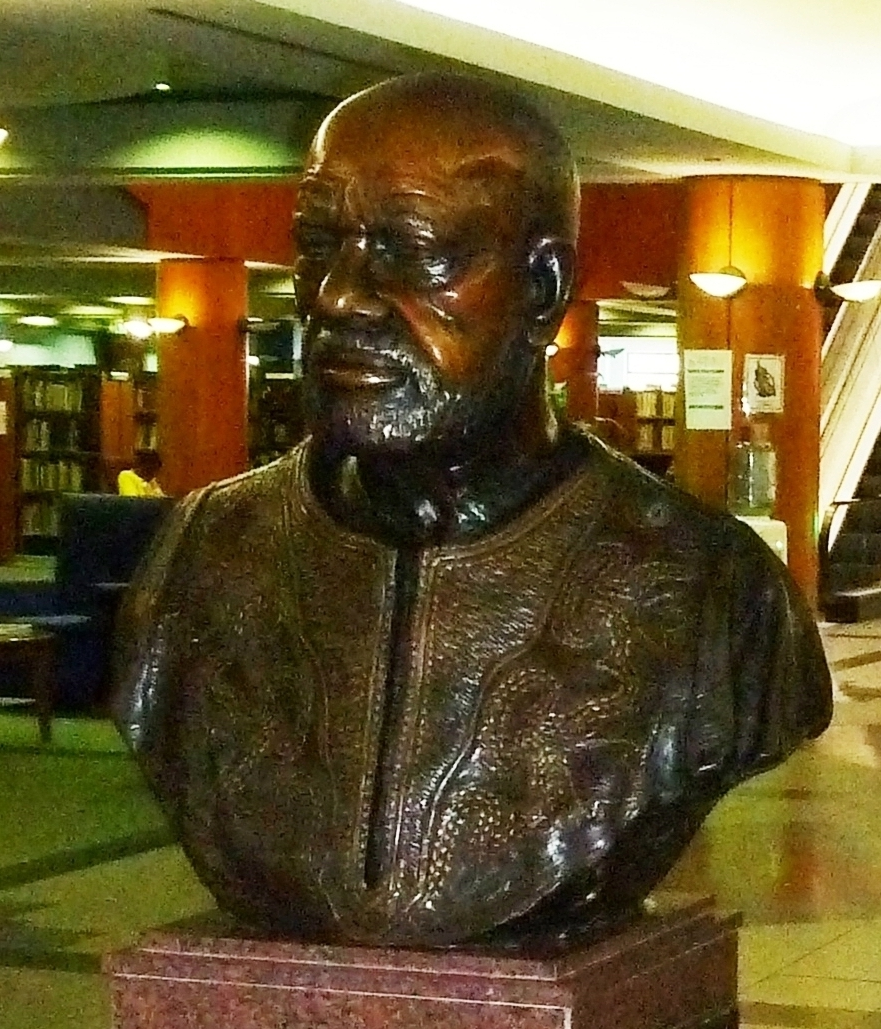
Skulptur von Ezekiel Mphahlele in Pretoria

Ezekiel Mphahlele (* 17. Dezember 1919 in Marabastad, Pretoria; † 27. Oktober 2008 in Lebowakgomo; ab 1977 Es’kia Mphahlele) war ein südafrikanischer Autor und Literaturwissenschaftler. Er wurde unter anderem als „Begründer der modernen schwarzen südafrikanischen Literatur“ bezeichnet.

## Leben

### Jugend und erste berufliche Erfahrungen
Mphahlele wuchs in Maupaneng in der Nähe des damaligen Pietersburg (heute: Polokwane) auf. Mit 13 zog er mit seinen Geschwistern zu seiner Großmutter in ein Slum an der Second Avenue in seiner Geburtsstadt Pretoria. Er arbeitete dort in dem Waschsalon seiner Großmutter. Mit 15 Jahren kam er an die St Peter’s College in Johannesburg. Später gab er an, an dieser Schule den afrikanischen Bräuchen entfremdet worden zu sein. Eine Ausbildung als Lehrer, die er 1940 abschloss, sicherte ihm bis 1945 eine Stelle als Lehrer und Stenotypist in der Blindenschule Ezenzeleni Blind Institute bei Roodepoort. 1945 heiratete er Rebecca Mochadibane, mit der er fünf Kinder hatte. Ab 1945 unterrichtete er Englisch und Afrikaans an der Orlando High School im heutigen Soweto und erwarb gleichzeitig seinen B.A. 
Er gehörte der oppositionellen Transvaal African Teachers Association (TATA) an. Mit seinen Veröffentlichungen griff er das Apartheid-Regime im Allgemeinen und den Bantu Education Act im Speziellen an und so wurde ihm 1952 die Lehrgenehmigung entzogen. Er arbeitete fortan als Literaturredakteur bei Drum. 1954 bis 1955 war er Lehrer an der damaligen Basutoland High School in Maseru, Basutoland. Nach seiner Rückkehr schloss er sich 1955 dem African National Congress an, den er später wieder verließ.
1957 erlangte er seinen M.A. in englischer Literatur an der University of South Africa. Der Titel seiner Master-Arbeit lautete The Non-European Character in South African English Fiction. Ab diesem Zeitpunkt begann er zu publizieren und veröffentlichte Kurzgeschichten in Zeitschriften wie Drum und New Age. Seine erste Kurzgeschichtensammlung Man Must Live erschien 1946 oder 1947.

### Jahrzehnte im Exil
Mphahlele verließ Südafrika 1957 in Richtung Lagos, Nigeria, wo er an einer Schule der Church Mission Society unterrichtete und später Dozent an der University of Ibadan wurde. Unter anderem gab er die Literaturzeitschrift Black Orpheus heraus.
Er verbrachte 20 Jahre im Exil und unterrichtete in verschiedenen Ländern wie Kenia und Sambia. 1958 nahm er in Ghana an der ersten All-African People’s Conference teil, die vom ghanaischen Präsidenten Kwame Nkrumah organisiert wurde. 1961 bis 1963 lebte er als Direktor des Afrikaprogramms des vom CIA gelenkten „Kongresses für kulturelle Freiheit“ in Frankreich, anschließend war er bis 1966 in derselben Position und als Lehrer in Kenia. In den Vereinigten Staaten wurde er an der University of Denver 1968 in Creative Writing promoviert und unterrichtete ab 1974 an der University of Pennsylvania.
Die Veröffentlichung seines autobiografischen Romans Down Second Avenue im Jahr 1959 löste weltweites Interesse aus; das Buch wurde in zahlreiche Sprachen übersetzt. Nach Mphahleles zweitem Roman The Wanderers, eine Geschichte, die die Erfahrung von Exilanten in Afrika dokumentiert und anstelle einer Dissertation angenommen wurde, wurde er 1969 für den Nobelpreis für Literatur vorgeschlagen.
In Paris veröffentlichte er 1961 The Living and the Dead. 1962 erschien The African Image, das auf seiner Masterarbeit beruhte und eine historische Perspektive südafrikanischer Literatur bietet. Später überarbeitete er das Buch und eine zweite Ausgabe erschien 1974. 1967 erschien in Kenia In Corner B. Der Inhalt der beiden Erzählsammlungen ist in The Unbroken Song (1986) enthalten, das auch einige von Mphahleles Gedichten enthält. 

### Rückkehr nach Südafrika
In Südafrika waren Mphahleles Bücher verboten. 1977 kehrte er mit seiner Familie in sein Heimatland zurück. Im selben Jahr afrikanisierte er seinen Vornamen zu Es’kia. 1983 wurde das Verbot seiner Bücher in Südafrika aufgehoben.
Mphahlele war anfangs Schulinspektor im damaligen Homeland Lebowa und erhielt 1979 eine Professur für Afrikanische Sprachen an der Witwatersrand-Universität. Er war der erste schwarze Professor an dieser Universität und gründete dort ein Institut für afrikanische Literatur. 1980 und 1984 erschienen zwei weitere Romane, Chirundu und Father Come Home, der zweite Teil seiner Autobiografie folgte 1984 unter dem Titel Afrika My Music.
Die erste umfassende Sammlung seiner kritischen Schriften wurde 2002 unter dem Titel ES’KIA veröffentlicht, im selben Jahr, in dem das Es’kia Institute gegründet wurde. Mphahleles Leben und seine Arbeit werden durch das Es’kia Institute, einer nichtstaatlichen, gemeinnützigen Organisation mit Sitz in Johannesburg, gewürdigt. Es widmet sich außerdem der Erhaltung des afrikanischen Brauchtums.

## Bedeutung
Mphahlele wurde als „Begründer der modernen schwarzen südafrikanischen Literatur“ bezeichnet. Seine autobiografischen Romane geben einen Einblick in die Situation der Schwarzen während des Apartheidregimes und wurden von Kritikern gelobt. Seine anderen Werke wurden teils als „inkohärent“ oder „schwergängig“ bewertet.

## Ehrungen
- 1969: Auszeichnung von The Wanderers von „African Arts“ an der University of California als „Bester afrikanischer Roman“
- 1981: Forschungspreis der Ford Foundation
- 1982: Ehrendoktorwürde der University of Pennsylvania
- 1983: Ehrendoktorwürde der Literatur, University of Natal
- 1986: Ausgezeichnet mit dem „Orders des Palmes“ für Beitrag zur französischen Kultur
- 1986: Ehrendoktorwürde der Rhodes University
- 1994: Ehrendoktorwürde der University of Colorado
- 1995: Ehrendoktorwürde der University of the North
- 1998: Crystal Award für herausragende Leistung im Bereich der Kunst, Weltwirtschaftsforum in Davos
- 1999: National Silver Award of the Southern Cross, überreicht durch den damaligen Präsidenten Nelson Mandela, Südafrika
- 2000: Titan Prize im Bereich Literatur als „Schriftsteller des Jahrhunderts“, Tribute Magazine
- 2003: Ehrendoktorwürde der University of Cape Town
- 2004: Ehrendoktorwürde der University of Pretoria
- 2005: Lifetime Achievement Award der National Research Foundation, Südafrika[9]

## Bibliografie (Auswahl)

### Englischsprachige Veröffentlichungen

#### Autobiografien
- Down Second Avenue (1959)
- Afrika My Music (1984)

#### Romane und Novellen
- Man Must Live and Other Stories (1947)
- The African Image (1962)
- The Wanderers (1969)
- Chirundu (1979)
- Father Come Home (Novelle, 1984)

### Deutsche Übersetzungen
- Pretoria, Zweite Avenue. Aufbau, Berlin 1961.
- Chirundu. Peter Hammer, Wuppertal 1984.